# 黑水银莲花
黑水银莲花（学名：[Anemone amurensis] 错误：{{Lang}}：文本有斜体标记（帮助））为毛茛科银莲花属的植物。分布在远东地区、朝鲜以及中国大陆的辽宁、黑龙江、吉林等地，生长于海拔400米至810米的地区，见于山地林下以及灌丛下，目前尚未由人工引种栽培。